# Нортфілд (Огайо)
Нортфілд (англ. Northfield) — селище (англ. village) в США, в окрузі Самміт штату Огайо. Населення — 3541 особа (2020).

## Географія
Нортфілд розташований за координатами 41°20′33″ пн. ш. 81°31′43″ зх. д. / 41.34250° пн. ш. 81.52861° зх. д. (41.342535, -81.528547).  За даними Бюро перепису населення США в 2010 році селище мало площу 2,80 км², уся площа — суходіл.

## Демографія
Згідно з переписом 2010 року, у селищі мешкало 3677 осіб у 1545 домогосподарствах у складі 992 родин. Густота населення становила 1311 особа/км².  Було 1644 помешкання (586/км²).
Расовий склад населення:
| - 85,6 % — білих - 5,8 % — чорних або афроамериканців - 5,3 % — азіатів - 0,2 % — корінних американців |

До двох чи більше рас належало 2,3 %. Частка іспаномовних становила 1,7 % від усіх жителів.
За віковим діапазоном населення розподілялося таким чином: 21,7 % — особи молодші 18 років, 65,1 % — особи у віці 18—64 років, 13,2 % — особи у віці 65 років та старші. Медіана віку мешканця становила 40,5 року. На 100 осіб жіночої статі у селищі припадало 97,8 чоловіків;  на 100 жінок у віці від 18 років та старших — 98,8 чоловіків також старших 18 років.
Середній дохід на одне домашнє господарство  становив 61 819 доларів США (медіана — 52 841), а середній дохід на одну сім'ю — 71 835 доларів (медіана — 59 926). Медіана доходів становила 39 132 долари для чоловіків та 34 964 долари для жінок. За межею бідності перебувало 11,8 % осіб, у тому числі 20,3 % дітей у віці до 18 років та 1,5 % осіб у віці 65 років та старших.
Цивільне працевлаштоване населення становило 1871 осіб. Основні галузі зайнятості: виробництво — 19,2 %, освіта, охорона здоров'я та соціальна допомога — 16,3 %, мистецтво, розваги та відпочинок — 11,7 %, оптова торгівля — 10,0 %.